# Salpingogaster nigricauda
Salpingogaster nigricauda är en tvåvingeart som beskrevs av Sack 1920. Salpingogaster nigricauda ingår i släktet Salpingogaster och familjen blomflugor.
Artens utbredningsområde är Bolivia. Inga underarter finns listade i Catalogue of Life.